# Land- und Stadtgericht Bischofstein
Das Land- und Stadtgericht Bischofstein war von 1827 bis 1849 ein preußisches Land- und Stadtgericht mit Sitz in Bischofstein.

## Geschichte
Das Land- und Stadtgericht Bischofstein wurde 1827 aus dem Stadtgericht Bischofstein und einigen benachbarten Orten gebildet. Es war ein Gericht 2. Klasse im Sprengel des Oberlandesgerichts Königsberg.
1837 umfasste der Gerichtsbezirk die Stadt Bischofstein mit 2636 Gerichtseingesessenen und 26 Ortschaften mit 5225 Gerichtseingesessenen (zusammen also 7861 Gerichtseingesessene). Am Gericht waren ein Stadt- und Landrichter und zwei weitere Mitarbeiter beschäftigt. Der Sitz des Gerichtes war im Rathaus der Stadt.
Nach der Märzrevolution wurden 1849 einheitlich Kreisgerichte gebildet. In Bischofstein entstand so die Gerichtskommission Bischofstein des Kreisgerichts Rössel.

## Richter
- Otto Hahn